# Masella
Masella és una estació d'esquí alpí situada al vessant nord de La Tosa, a 2.500 m, al sud de la Baixa Cerdanya, entre els termes municipals d'Alp, Das, i Urús, i inaugurada l'any 1967.
Amb l'estació d'esquí de la Molina formen el domini esquiable d'Alp 2500.
Administrativament, doncs, abraça territoris dels municipis de Das (part occidental de l'estació: Coma Oriola) i d'Alp (part oriental de l'estació: Coma Pregona i nucli de serveis).
La disposició de l'estació és més aviat vertical, vertebrada pel Cap del Bosc (2.150 m) i la carena que l'uneix al capdamunt de la Tosa. A banda i banda d'aquesta s'estenen dues comes: Coma Pregona a l'est i Coma Oriola a l'oest. Al final d'aquesta darrera (cota 1.950 m) hi ha una àrea de serveis secundaris (inclosa venda de forfets) i un aparcament.

## Història
L'estació d'esquí va ser fundada per l'empresari català Josep Maria Bosch i Aymerich, l'any 1967, a través de la branca turística del Grup Levitt-Bosch Aymerich.
Actualment, l'estació pertany a la Fundació Privada Bosch Aymerich, una entitat sense ànim de lucre que té com a objectiu la creació, foment i desenvolupament d'activitats d'interès general, relacionades amb el món de les arts, la cultura, les ciències, l'esport, la salut i específicament l'arquitectura i l'urbanisme, dins del territori de Catalunya, amb preferència per les províncies de Barcelona i Girona.
La voluntat de la Fundació és seguir impulsant aquest negoci com a motor de creació de llocs de treball i riquesa per a la comarca de la Cerdanya, en general, i, en els seus municipis en particular.
L'any 2017 va celebrar els 50 anys des de l'obertura de l'estació i amb motiu de la celebració, obrint les pistes la primera setmana de Novembre, cosa que la feia la primera estació oberta dels pirineus en el 2017.

## L'estació
L'estació està formada per un total de 65 pistes, conformant 74 km esquiables. Un 39% de les pistes són de tipologia blava, 36% vermella, 12,5% verda, i 12,5% negra. Masella consta de 17 remuntadors, entre els quals trobem 5 telecadires, 4 teleesquís, 5 cintes transportadores, i 3 telecordes.
Amb un desnivell de 935m, la cota màxima és La Tosa, a 2.535m, mentre la cota mínima és el Pla de Masella, a 1.600m.
L'estació consta de 587 canons de neu, amb 900m de desnivell de pistes innivides, i 50km de pistes amb neu produïda.

## Alp 2500
Alp 2500 significa la possibilitat de tenir a l'abast un gran domini esquiable gràcies a la unió de les estacions de Masella i La Molina.
Utilitzant el forfet conjunt de les dues estacions podreu escollir qualsevol recorregut dels 128 km de pistes, des de la part més occidental de Masella a Coma Oriola, als termes de Das i Urús a la Cerdanya, fins a la part més oriental de La Molina al Pla d'Anyella, al terme municipal de Toses de la comarca del Ripollès.

## Esquí nocturn
La temporada 2013-2014 es va iniciar l'esquí nocturn amb la il·luminació d'algunes de les pistes. La inauguració va ser el 20 de desembre de 2013.
Des del punt de vista tècnic, durant la temporada 2018-2019, l'esquí nocturn consta de 10 pistes, amb un total de 8 km esquiables i 400 m de desnivell.

## Temporada d'esquí
Masella ofereix des de fa anys la temporada d'esquí més llarga dels Pirineus i acostuma a ser la primera a obrir la temporada i la darrera a tancar-la.
| Temporada | Data obertura | Data fi temporada | Dies d'esquí ininterromputs | Observacions |
| 2022-23   | 05/11/2022    | 30/04/2023        |                             | |
| 2021-22   | 26/11/2021    | 26/04/2022        |                             | Post covid. |
| 2020-21   | 14/12/2020    | 09/04/2021        |                             | Primera temporada amb forfaits contactless. Les restriccions perimetrals del procicat van impedir l'afluéncia habitual d'esquiadors. Es preveia acabar el 2/5/2021. |
| 2019-20   | 13/11/2019    | 13/03/2020        | 121                         | La Covid19 va obligar a tancar abans del previst la temporada. Es preveia acabar el 2/5/2020.                                                                       |
| 2018-19   | 01/11/2018    | 01/05/2019        | 182                         | Primera estació en obrir de tota la Península Ibèrica i els Pirineus                                                                                                |
| 2017-18   | 10/11/2017    | 01/05/2018        | 173                         | Primera estació en obrir de tota la Península Ibèrica i els Pirineus                                                                                                |
| 2016-17   | 24/11/2016    | 01/05/2017        | 159                         | Temporada més llarga dels Pirineus |
| 2015-16   | 24/11/2015    | 24/04/2016        | 153                         | Temporada més llarga dels Pirineus |
| 2014-15   | 07/12/2014    | 19/04/2015        | 134                         | Estació amb la temporada més llarga del Pirineu espanyol |
| 2013-14   | 21/11/2013    | 27/04/2014        |                             | Primera estació en obrir dels Pirineus |
| 2012-13   | 30/11/2012    | 28/04/2013        | 151                         | |
| 2011-12   | 10/12/2011    | 01/05/2012        |                             | |
| 2010-11   | 20/11/2010    | 24/04/2011        | 156                         | |
| 2009-10   | 13/11/2009    | 02/05/2010        |                             | |
| 2008-09   | 08/11/2008    | 10/05/2009        | 182                         | Primera estació en obrir dels Pirineus. |